# Rimini
Rimini (az ókori Ariminum, romanyol nyelven Rèmin, rimini nyelvjárásban Rèmne) város Olaszország Emilia-Romagna régiójában (olaszul regione), Rimini megye (olaszul provincia)  székhelye. Adriai-tengeri kikötő a Marecchia (az ókori Ariminus) és Ausa (Aprusa) folyók közti partszakaszon.
Területe 134 km², Lakosainak száma 149 211 fő (2023. január 1.)..
Hagyományos iparágai a hajózás és a halászat és Riccione mellett a legnépszerűbb üdülőközpont az adriai riviérán.
Közigazgatásilag Rimini község része (olaszul frazioni): Bellariva, Corpolò, Marebello, Miramare di Rimini, Rivabella, Rivazzurra, San Fortunato, San Giuliano a Mare, San Vito, Santa Aquilina, Santa Giustina, Torre Pedrera, Viserba, Viserbella.
Védőszentje Szent Gaudentius.

## Földrajza
Rimini az Adriai-tenger partján, Emilia-Romagnarégió délkeleti részén fekszik. A város felett emelkedik a Covignano-domb, amely 152 méter magas.

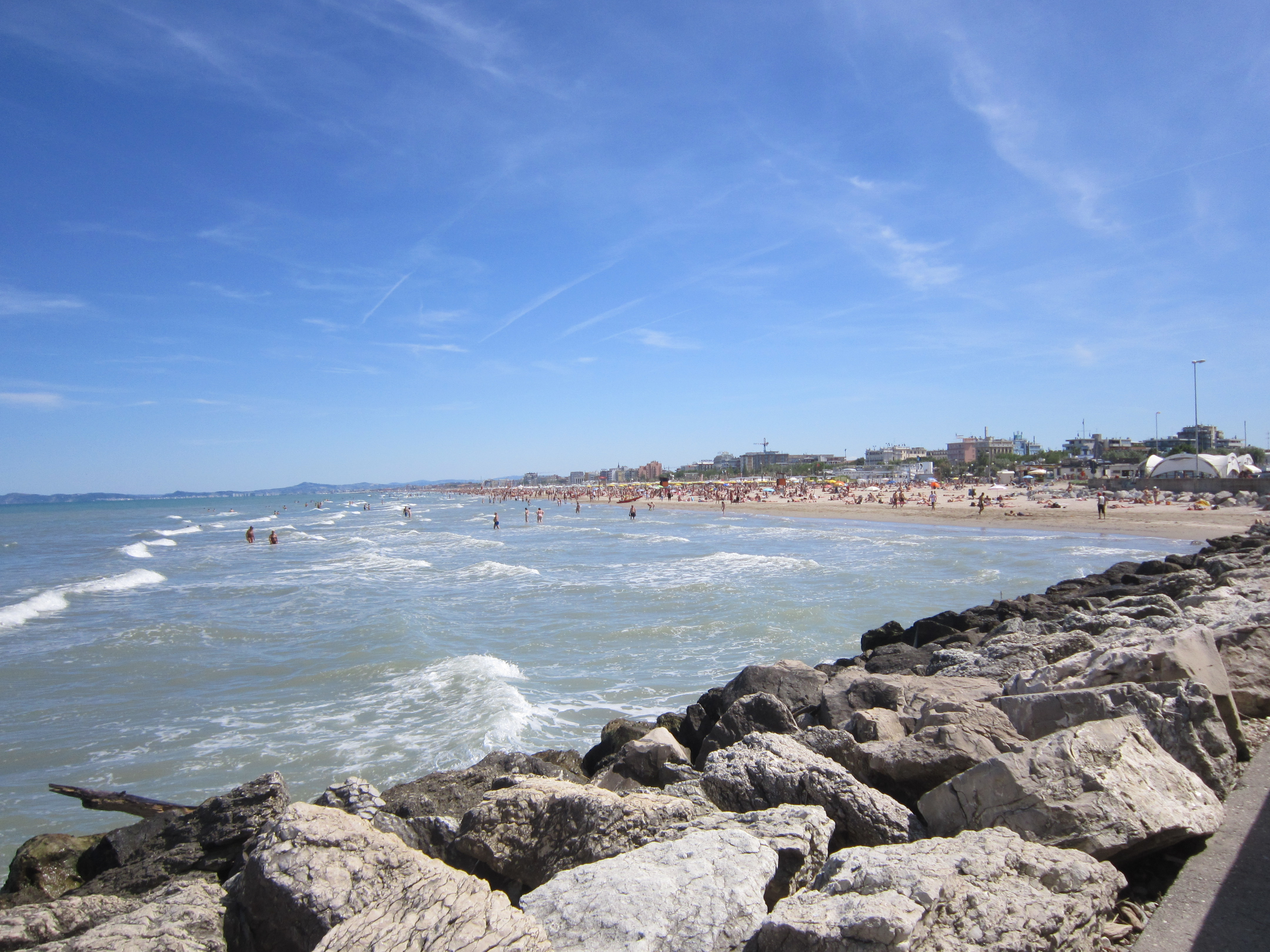
A tengerpart látképe a kikötőből

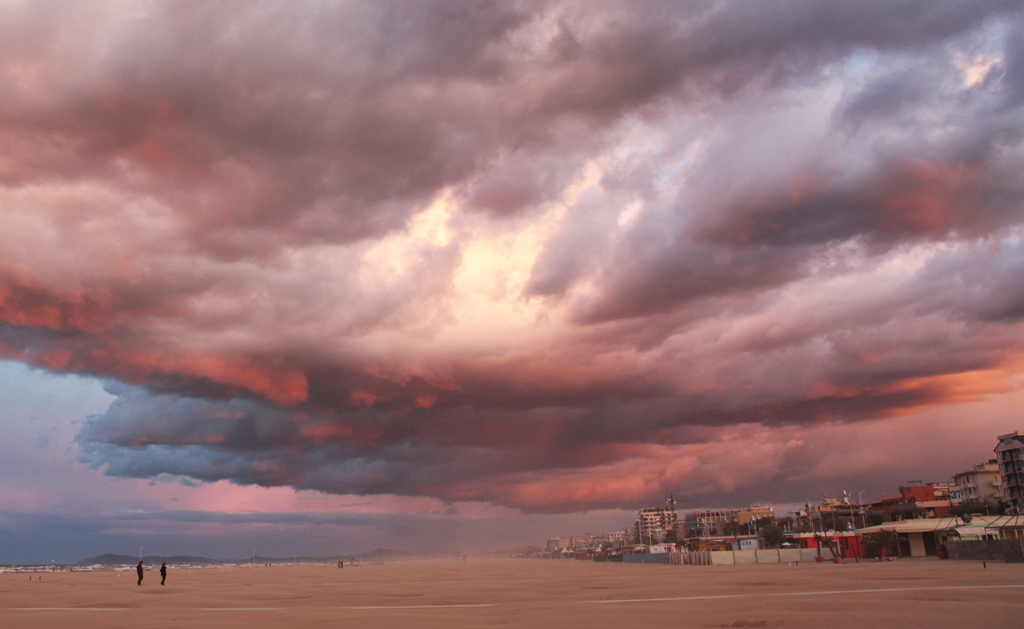
Rimini tengerpartja télen

Rimini a San Marinóhoz legközelebb eső olasz város, amellyel egy, a második világháború után amerikai támogatással épített autóút köti össze. Az autóút az egykori Rimini-San Marino nemzetközi vasútvonal mentén épült, amelyet 1944-ben pusztított el a szövetségesek bombázása.

## Története

### Az ókorban

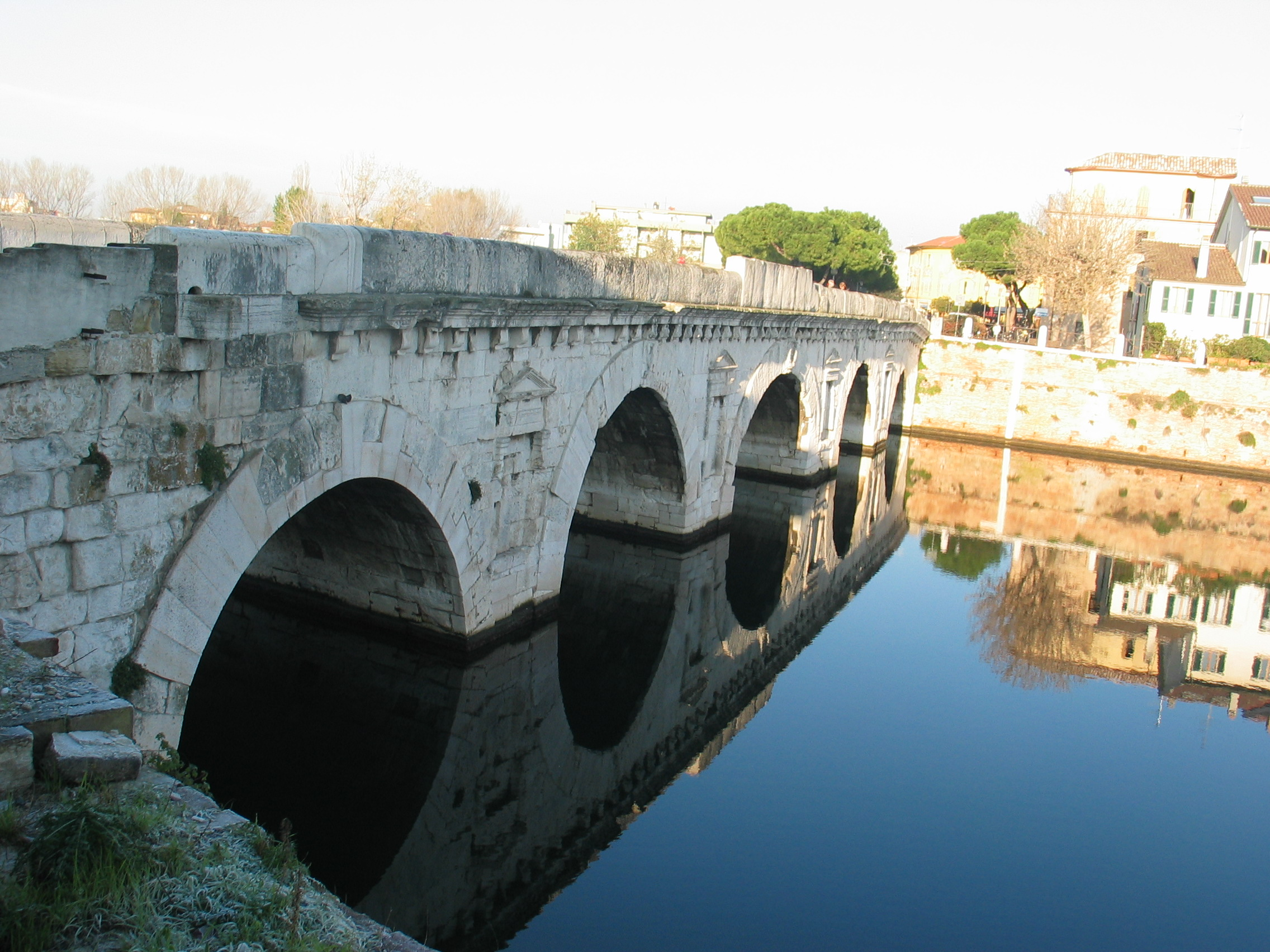
Tiberius hídja Riminiben.

A rómaiak a Kr. e. 3. században alapították az Ariminus folyó (a mai Mareccha) torkolatánál Ariminum kolóniát. A régiót korábban már etruszkok, italicus umberek, görögök és gallok is lakták. Alapításakor a be-betörő gallok elleni erőd volt, illetve ugródeszkaként szolgált a rómaiak számára a Pó-síkság meghódításához. A gallok a Kr. e. 6. században foglalták el, Kr. e. 283-ban elszenvedett vereségük után visszakerült az umberekhez, majd Kr. e. 263-ban római kolónia lett, amely fontos szerepet játszott a gall háborúkban.
Fontos római utak találkoztak itt: a tengeri és folyami hajózás útvonalai, illetve a Közép-Itáliát az észak-itáliai adriai parttal összekötő Via Flaminia, az északnyugatra elhelyezkedő Placentia (a mai Piacenza) felé tartó Via Aemilia és az egyil Via Popilia, amely szintén észak felé tartott.
A várost nem kerülte el a Római Köztársaság polgárháborúja. Mariushoz, majd Julius Caesarhoz volt hű. Caesar, átkelve a Rubiconon, Rimini fórumán (főterén) mondott beszédet légiói katonáinak.
A város sok császárkori műemlékkel rendelkezik. Augustus diadalívet, Tiberius hidat és amfiteátrumot építtetett Riminiben. A San Stefano templom megépíttetése Galla Placidia nevéhez fűződik. Rimini korai keresztény központ is volt, az egyház 359-ben fontos zsinatot tartott a városban.

### A középkorban

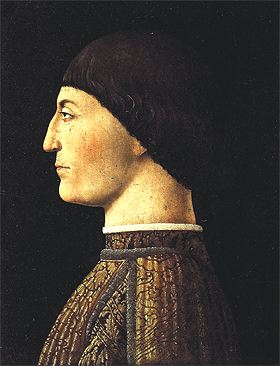
Sigismondo Malatesta, "Rimini farkasa", Piero della Francesca 1450-ben festett képe (Louvre).

Amikor 493-ban a gótok elfoglalták Riminit, a Ravennában ostrom alatt álló germán Odoakernek meg kellett adnia magát. Bizánc 553 és 554 közt vívott gót háborúja során Rimini többször cserélt gazdát. A közelében mért vereséget Narses kelet-római hadvezér 553-ban az alemannokra. Bizánc uralma alatt a Ravennai Exarchátus Pentapolisznak nevezett részéhez tartozott.
728-ban más városokkal együtt Liutprand lombard király foglalta el, de 735-ben ismét bizánci fennhatóság alá került. Kis Pippin frank uralkodó a Szentszéknek adományozta, a pápák és a császárok későbbi harcai közben azonban Rimini a császárok oldalán állt.
A 13. századot Riminiben a Bambacari és az Ansidei családok egymás elleni harca jellemezte. A 14. században önkormányzatot szerzett. Az ide települő vallásos rendek sok új konventet, templomot építettek, számos kiváló művésznek adva munkát. Giotto festészete inspirálta a 14. századi Rimini iskola létrejöttét.
A nemes családok versengéséből a Malatesták emelkedtek ki győztesként. Malatesta da Verucchio 1239-ben a város podestàja, azaz feudális ura lett és családja megszakításokkal egészen 1528-ig uralta a várost.

### Későbbi története
A 16. század elején Rimini, a pápai állam egyik városa, az apostoli legátus vezette önkormányzat vezetése alatt állt.

## Gazdaság

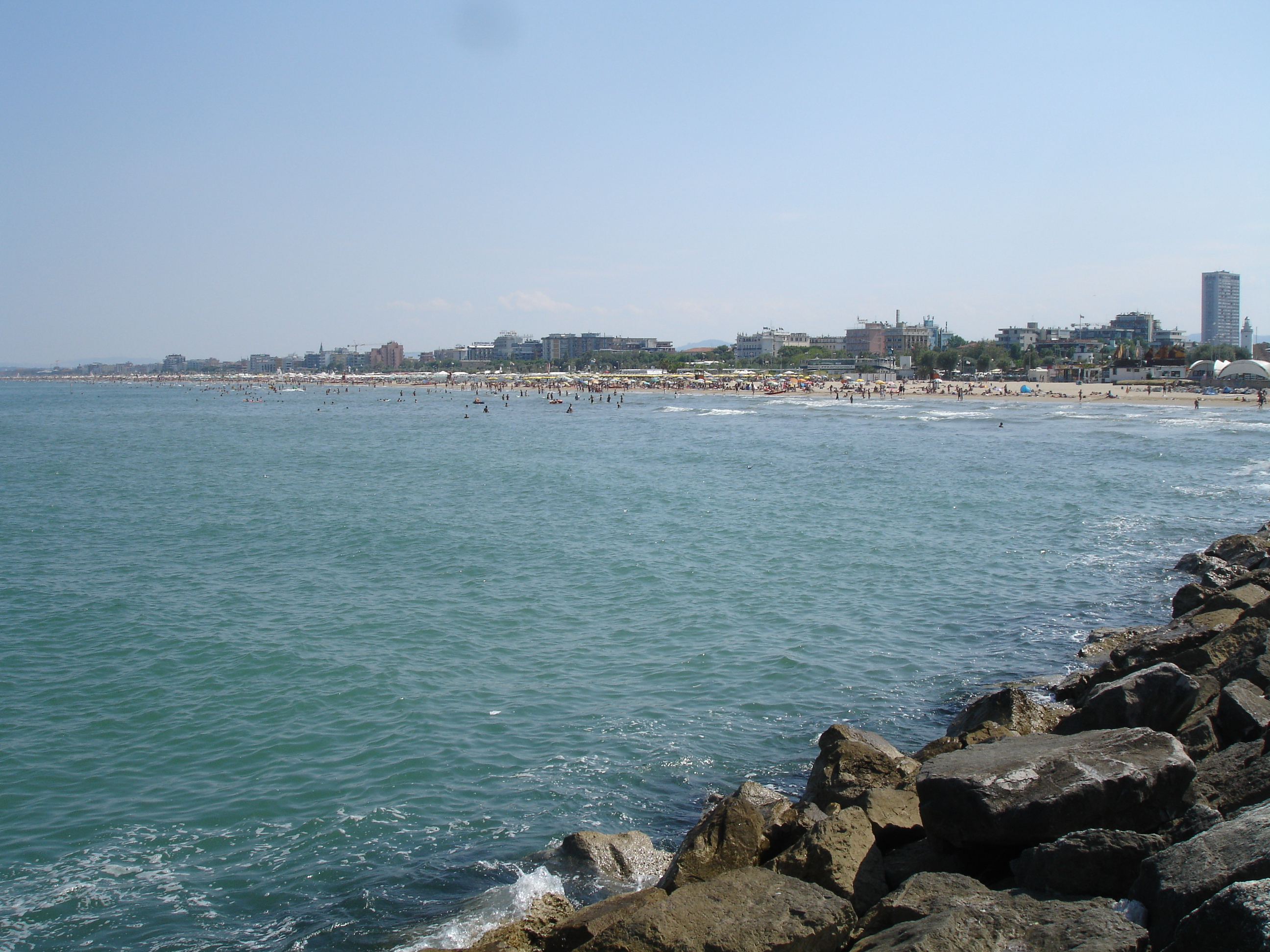
Rimini tengerpart.

A rimini gazdaság húzóágazata az idegenforgalom, és az e köré kiépült szolgáltatóipar. Nagy jelentőséggel bírnak az itt megrendezésre kerülő konferenciák és vásárok, amelyeknek Olaszország egyik legnagyobb konferencia-és vásárközpontja, a Rimini Fiera és a Palazzo dei Congressi ad otthont.

### Idegenforgalom
Rimini Európa legnagyobb üdülőközpontja.[forrás?] Tengerpartja igen széles, a víz pedig sekély, emiatt különösen alkalmas fürdőzésre.
Az első fürdőhelyet 1843-ban építették. A 19. század végén a Secolo című milánói napilap kijelentette, hogy Rimini strandjai az első számúak egész Olaszországban, mind az éghajlat, mind a partszakasz szépsége, mind a lakosok vendégszeretete miatt. 
A tengerparton bicikliút is található, amely egy a jövőben valamennyi adria-parti településen áthaladó bicikliút, a Cicloviva adriatica egy szakasza.

## Népesség
| Lakosok száma | 148 908 | 149 403 | 149 211 |
|               | 2017    | 2018    | 2023    |

## Infrastruktúra és közlekedés

### Közúton
Riminit az A14-es autópályáról (Bologna-Taranto) közelíthetjük meg, amelynek két lejárója is van a városnál. Rimini a következő közutakon is elérhető:
- a Strada Statale 9 Via Emilia, amely a régió valamennyi megyeszékhelyével összeköti Ravenna és Ferrara kivételével, és egészen Lodi-ig és Milánóig elér,
- a Strada Statale 16 Adriatica Padovával és Otrantóval, valamint a közöttük elhelyezkedő valamennyi jelentős Adria-parti településsel köti össze, szakaszosan autópályaként is kiépült díjmentes főútvonal,
- a Via Flaminia, amely Augustus diadalívétől indul, és Rómával köti össze Riminit,
- San Marino felé az SS72 részben autóútként működő 2x2 sávos főút köti össze.

A városban jól kiépített hálózatú és főidényben sűrűn közlekedő autóbusz hálózat működik. A parkolás az áprilistól szeptemberig tartó főidényben 0-24 órán át díjköteles.

#### Távolsága a nagyobb olasz városoktól
| Bari    | 560 km  |
| Bologna | 110 km  |
| Firenze | 160 km  |
| Genova  | 420 km  |
| Milánó  | 335 km  |
| Nápoly  | 525 km  |
| Palermo | 1225 km |
| Róma    | 340 km  |
| Torino  | 450 km  |
| Velence | 195 km  |

### Vasút

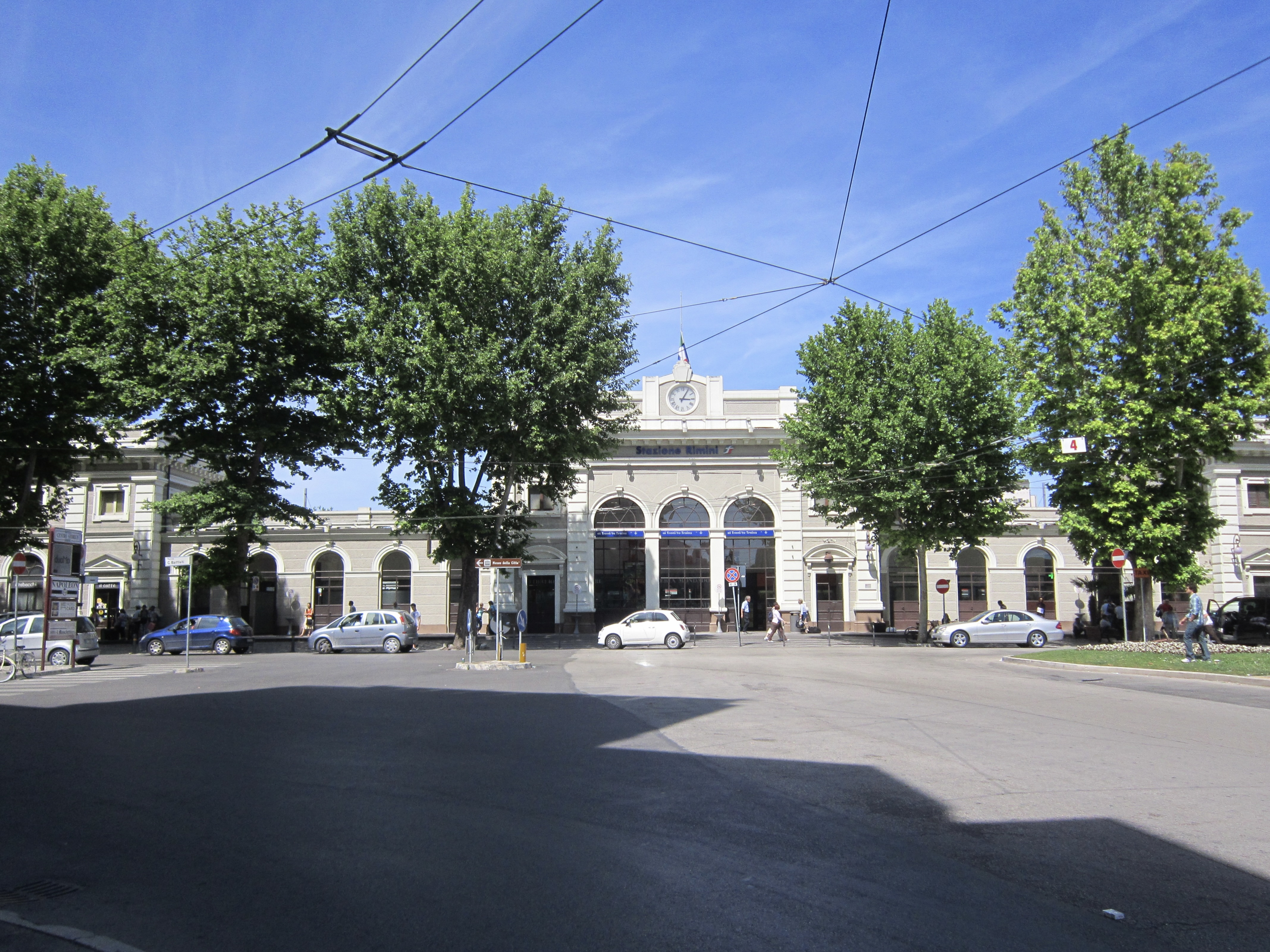
Rimini vasútállomása

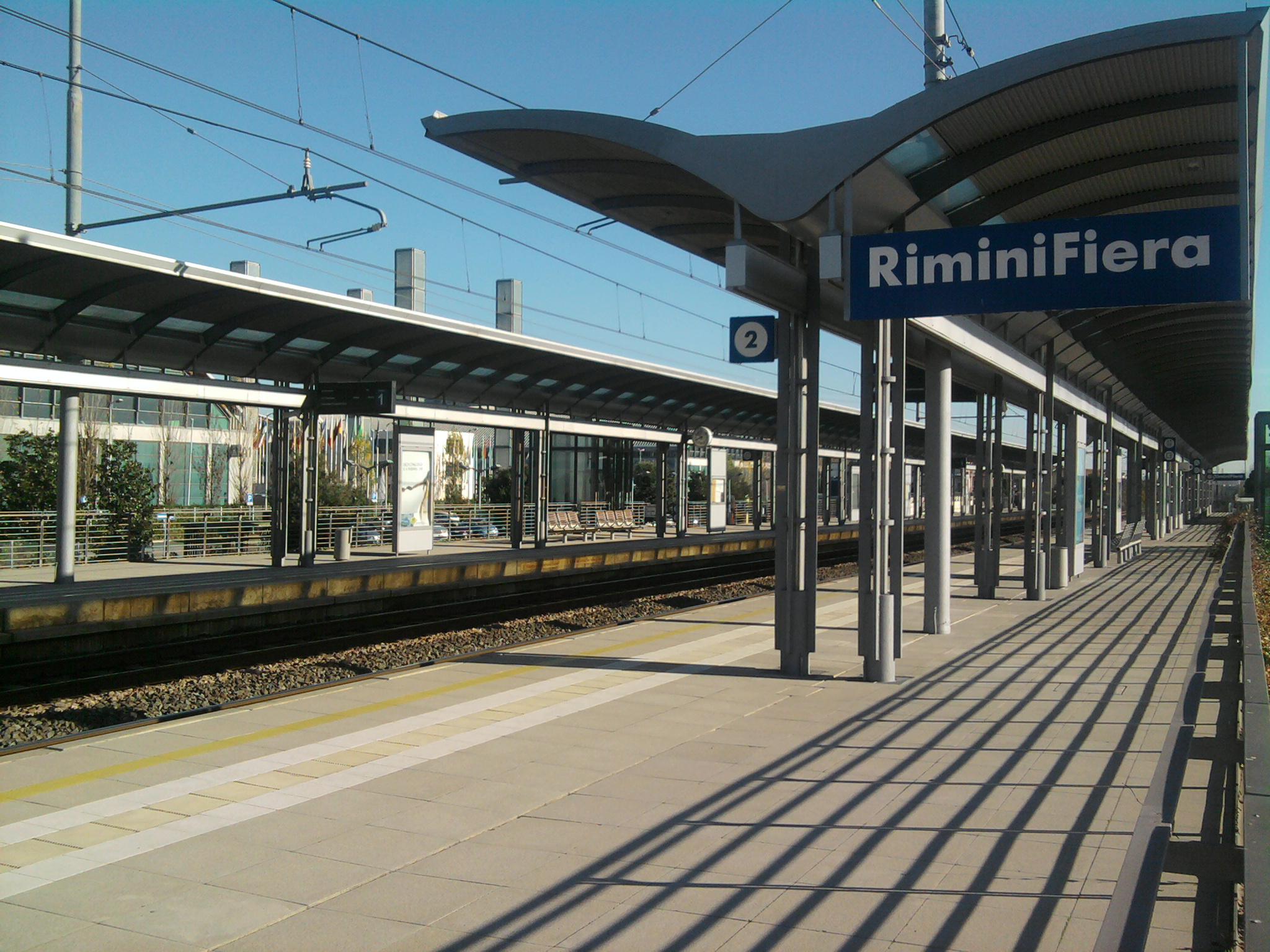
Rimini Fiera vasútállomás

A városnak öt vasútállomása van: Stazione di Rimini, Stazione di RiminiFiera, Stazione di Rimini Miramare, Stazione di Rimini Viserba és Stazione di Rimini Torre Pedrera. Két vasútvonal halad át rajta: a Bologna–Ancona-vasútvonal és a Ferrara–Rimini-vasútvonal.

### Repülőtér

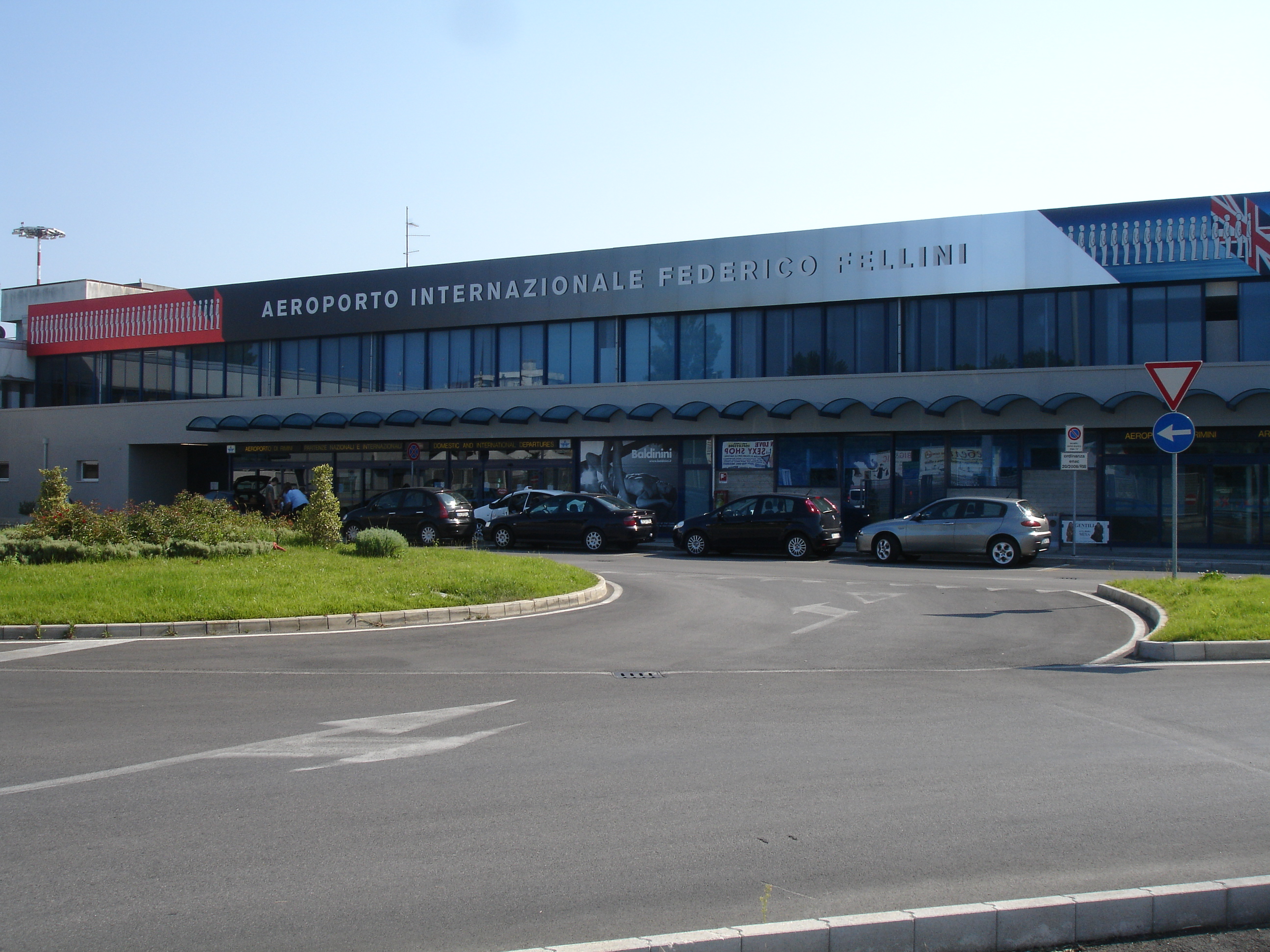
„Federico Fellini” Repülőtér

Rimininek egy nemzetközi repülőtere van, amely a régióban a második legfontosabb: a Federico Fellini nemzetközi repülőtér. Eredetileg katonai repülőtér volt. A város közelében találjuk Forlì (kb. 60 km), Bologna és Ancona repterét is.

## A város szülöttei
- Federico Fellini 1920 - 1993, filmrendező és forgatókönyvíró,
- Delio Rossi 1960, labdarúgóedző,
- Siegfried Stohr 1952, autóversenyző,
- Mattia Pasini 1985, gyorsasági motorversenyző,
- Alex de Angelis 1984, San Marinó-i motorversenyző,
- William de Angelis 1981, San Marinó-i motorversenyző Alex testvére,
- Omar Menghi 1975, motorversenyző.
- Maurizio Zanfanti 1955-2018, Rimini Romeója.

## Testvérvárosok
- Fort Lauderdale, USA
- Szocsi, Oroszország
- Seraing, Belgium
- Saint-Maur-des-Fossés, Franciaország
- Linköping, Svédország
- Yangzhou, Kína

## Fordítás
Ez a szócikk részben vagy egészben  a   Rimini című angol Wikipédia-szócikk ezen változatának fordításán alapul.  Az eredeti cikk szerkesztőit annak laptörténete sorolja fel. Ez a jelzés csupán a megfogalmazás eredetét és a szerzői jogokat jelzi, nem szolgál a cikkben szereplő információk forrásmegjelöléseként.
Ez a szócikk részben vagy egészben  a   Rimini című olasz Wikipédia-szócikk fordításán alapul.  Az eredeti cikk szerkesztőit annak laptörténete sorolja fel. Ez a jelzés csupán a megfogalmazás eredetét és a szerzői jogokat jelzi, nem szolgál a cikkben szereplő információk forrásmegjelöléseként.